# László Keszég

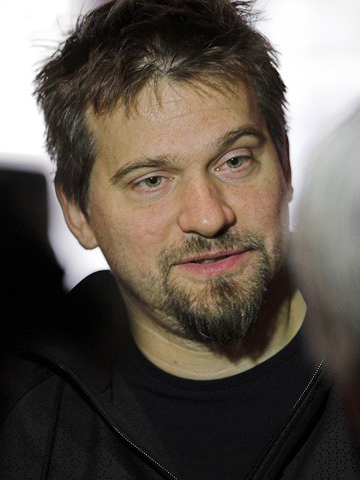
László Keszég (2010)

László Keszég (* 16. November 1970 in Subotica) ist ein ungarischer Schauspieler und Regisseur. 

## Leben & Karriere
Keszég studierte ab 1990 an der Theater- und Filmakademie in Budapest, wo seine Kommilitonen u. a. Judit Schell, Erika Marozsán, Zsolt Anger und Iván Kamarás waren. Er erhielt 1995 den Abschluss als Theaterschauspieler und 1997 als Theaterregisseur. Er war ab 1992 Mitglied, ab 1996 künstlerischer Leiter der Unabhängigen Theatergruppe am Pont Műhely. Von 1997 bis 2009 war er freier Mitarbeiter, danach Direktor des Csziki Gergely Theater in Kaposvár. Seit 2012 leitet er das Nationaltheater in Miskolc, von 2016 bis 2018 war er außerdem Leiter des Nationaltheaters in Szeged. Bekannt wurden Inszenierungen von Der Meister und Margarita (nach dem Roman von Bulgakow), der Dreigroschenoper und der Hochzeit des Figaro. Er organisierte auch Aufführungen mit slowenischen, kroatischen und rumänischen Theatern.
Ende der 1990er Jahre trat Keszég als Schauspieler in der Fernsehserie Kisváros auf. 2000 hatte er eine Hauptrolle in András Fésös’ Film Balra a nap nyugszik. In dem Animationsfilm Egy nap szabadság von Igor Lazin und Ferenc Török verlieh er einer Statue die Stimme. In der englisch-ungarischen Produktion Der Nussknacker von Andrej Kochlanowski (2010) spielte er einen Rattensoldaten.